# Duília de Mello
Duília Fernandes de Mello (Jundiaí, 27 de novembre de 1963) és una astrònoma, i astrofísica Brasilera. que actualment resideix als Estats Units, on treballa en els camps de l'astronomia, astrofísica, exploració espacial, física, telescopi espacial, meteorits i fòssils.
És un doctora en Astronomia per la USP, professora de la Universitat Catòlica (CUA), i investigadora associada del GSFC/NASA, on desenvolupa activitats científiques des del 2003. Està casada amb el també astrònom Tommy Wiklind.

## Descobriments
La científica va ser responsable pel descobriment de la supernova SN 1997D des de Xile el dia 14 de gener de l'any de 1997.
També va participar del descobriment de les bambes blaves, coneguts com a «orfenats d'estels» que donarien lloc a estels fora de les galàxies.

## Experiència professional
- Investigadora associada del Goddard Space Flight Center, des de març de 2003, i professora de la Catholic University of America, Estats Units, des d'agost de 2008
- Científica visitant del Departament de Física i Astronomia de la Universitat Johns Hopkins, Estats Units, des de setembre de 2002
- Professora ajudant de la Universitat Tecnològica de Chalmers, Observatori Espacial de Onsala, Suècia, des de març de 2000 fins a març de 2003
- Postdoctorals al STScI, Estats Units, des de maig de 1997 fins a agost de 1999
- Recent doctora al Observatório Nacional do Brasil, des de gener de 1996 fins a abril de 1997
- Postdoctorals a l'Observatori Interamericà de Cerro Tololo, Xile, des de febrer de 1995 fins a gener de 1996